# Otlophorus nigritarsus
Otlophorus nigritarsus là một loài tò vò trong họ Ichneumonidae.